# Sergio Verdirame
Sergio Ariel Verdirame es un exfutbolista argentino naturalizado mexicano que jugó de delantero. Actualmente, es entrenador de Aniquiladores FC en la Kings League Infojobs.

## Trayectoria
Nació en Santa Fe, Argentina, el 18 de agosto de 1970, donde inició su carrera futbolística en el Club Atlético Colón. Luego vistió la camiseta de Colo-Colo chileno. Fue parte del plantel que consiguió la Copa Libertadores de América en 1991. Tras un buen arranque con el cacique, le valió para emigrar al fútbol mexicano con Monarcas Morelia. Tras un año en Morelia, donde marcó 16 goles en 38 partidos, su cifra más fructífera en un torneo. Fue adquirido por los Rayados de Monterrey en 1992, donde permanecería hasta 1996. La temporada siguiente formó parte del Cruz Azul. Con la Máquina conquistó la Copa México 1996-97 y la Copa de Campeones de la Concacaf de 1996. Al año siguiente fichó por el Santos Laguna y regresaría en el 2002 a Monterrey para su retiro. Fue analista deportivo en Pasión Futbolera de Televisa Monterrey. Actualmente, es entrenador de Aniquiladores FC en la Kings League InfoJobs.

## Clubes
| Equipo           | País      | Año       | PJ  | Goles |
| ---------------- | --------- | --------- | --- | ----- |
| Colón            | Argentina | 1988-1990 | 98  | 27    |
| Colo-Colo        | Chile     | 1991      | 8   | 3     |
| Monarcas Morelia | México    | 1991-1992 | 38  | 16    |
| Monterrey        | México    | 1992-1996 | 129 | 43    |
| Cruz Azul        | México    | 1996-1997 | 31  | 4     |
| Santos Laguna    | México    | 1997-1999 | 31  | 6     |
| Monterrey        | México    | 2000-2002 | 2   | 1     |

## Palmarés

#### Campeonatos nacionales
| Título      | Club      | País   | Año  |
| ----------- | --------- | ------ | ---- |
| Copa México | Cruz Azul | México | 1996 |

#### Copas internacionales
| Título                | Equipo    | País        | Año  |
| --------------------- | --------- | ----------- | ---- |
| Copa Libertadores     | Colo-Colo | Santiago    | 1991 |
| Recopa de la Concacaf | Monterrey | Los Ángeles | 1993 |
| Copa de Campeones     | Cruz Azul | México      | 1996 |

- Datos: Q7454440